# Zora alpina
Zora alpina är en spindelart som beskrevs av Kulczynski 1915. Zora alpina ingår i släktet Zora och familjen taggfotsspindlar. Inga underarter finns listade i Catalogue of Life.